# Adriana Berselli
Adriana Berselli (Ferrara, 13 agosto 1928 – Roma, 23 dicembre 2018) è stata una costumista italiana che ha lavorato nel cinema, nel teatro, nella moda, nella pubblicità e nella televisione.

## Biografia
Nata a Ferrara da Roberto, impiegato, e da Egle Chiarabelli, pianista e insegnante di musica, si trasferisce a Roma da piccola per il lavoro del padre. Si diploma alle scuole magistrali e si iscrive al Corso di Scenografia dell'Accademia di Belle Arti e in seguito al primo Corso di Costume del Centro Sperimentale di Cinematografia. Qui stabilisce legami di amicizia duraturi con Piero Poletto, Beni Montresor e Pasquale Romano. Sotto la docenza di Alessandro Manetti e Veniero Colasanti, si diploma nel 1951.
Uscita dal Centro Sperimentale di Cinematografia, inizia a disegnare i costumi per i film nel 1953 per La voce del silenzio di Georg Wilhelm Pabst per poi collaborare nei decenni successivi con importanti registi italiani e stranieri come Yves Allegret, Michelangelo Antonioni, Alessandro Blasetti, Luigi Comencini, Marino Girolami, Carlo Di Palma, Marcello Fondato, Riccardo Freda, Sergio Grieco, Carlo Lizzani, Antonio Margheriti, Roman Polanski, Dino Risi, Steno, Duccio Tessari, Orson Welles.
Ha vestito divi di fama mondiale come Claudia Cardinale, Sergio Citti, Valentina Cortese, Ninetto Davoli, Eduardo De Filippo, Vittorio De Sica, Gabriele Ferzetti, Ava Gardner, Burt Lancaster, Abbe Lane, Virna Lisi, Sophia Loren, Harvey Keitel, Sylva Koscina, Nino Manfredi, Marcello Mastroianni, Giovanna Ralli, Peter Sellers, Michel Simon, Alberto Sordi, Lee Strasberg, Romolo Valli, Lee Van Cleef, Monica Vitti, Totò. 
Sposata con Mario Sertoli dal 1962, alla fine degli anni Settanta interrompe per circa un decennio il suo lavoro nel cinema per seguire suo marito in Venezuela, dove tiene seminari e conferenze in accademie, circoli culturali e università. Diventa autrice televisiva, organizza sfilate, tiene rubriche di costume su importanti riviste e lavora nel teatro ottenendo premi e riconoscimenti significativi. 
Tornata in Italia agli inizi degli anni '90, lavora in particolare nell'ambito televisivo collaborando in diverse miniserie e talk show.
Muore a Roma all'età di 90 anni.

## Biblioteca personale e archivio
Il complesso librario e documentario raccolto da Adriana Berselli nel corso della sua lunga carriera è stato donato nel 2004 dalla stessa costumista alla Biblioteca "Luigi Chiarini" del Centro Sperimentale di Cinematografia. 
Il fondo è costituito dalla documentazione prodotta dal 1949 al 2002 nel corso della sua attività professionale per il cinema, il teatro, la pubblicità, la moda e la televisione e da una corposa parte della sua biblioteca personale. La costumista, archiviando tali materiali, aveva un duplice scopo: conservare il ricordo del lavoro finito, ma anche poter contare su un repertorio di immagini e modelli di abbigliamento, accessori, trucco, acconciature di ogni epoca da cui attingere per le successive creazioni.
La parte documentaria si compone di: appunti manoscritti, ritagli stampa tratti da riviste italiane e straniere illustrate, riproduzioni fotostatiche e fotografiche di carattere storico, artistico, archeologico e antropologico e di circa 1500 bozzetti originali che documentano le varie fasi del processo creativo del lavoro della costumista fino alle scelte sartoriali definitive. In alcuni casi i disegni sono corredati dalle foto della prova costume degli attori, dalle foto di scena e dalla documentazione testuale e iconografica utilizzata per la preparazione degli abiti. Di rilievo è l'ispirazione che la costumista traeva dall'osservazione dei "personaggi di strada".
La schedatura della documentazione ha dato vita alle serie Formazione presso il Centro Sperimentale di Cinematografia; Cinema; Televisione; Teatro; Pubblicità; Studi dal vero, Moda; Documentazione iconografica, ordinate cronologicamente, che restituiscono la complessità ed eterogeneità dell'archivio della Berselli. 
La biblioteca personale raccoglie diverse edizioni di pregio di storia del costume e della moda, arte, arredamento, cinema, teatro e volumi rari di riviste, tutti materiali utilizzati come fonti storiche per i suoi disegni. 
Il Fondo ha ottenuto dalla Soprintendenza Archivistica per il Lazio la Dichiarazione di Interesse Storico.

## Filmografia
- Fermi tutti... arrivo io!, regia di Sergio Grieco (1953)
- Lasciateci in pace, regia di Marino Girolami (1953)
- La voce del silenzio, regia di Georg Wilhelm Pabst (1953)
- Tempi nostri - Zibaldone n. 2, regia di Alessandro Blasetti (1954)
- Tempo di villeggiatura, regia di Luigi Zampa (1956)
- La donna che venne dal mare, regia di Francesco De Robertis (1953)
- La finestra sul Luna Park, regia di Luigi Comencini (1957)
- Mariti in città, regia di Luigi Comencini (1957)
- I vampiri, regia di Riccardo Freda (1957)
- Gambe d'oro, regia di Turi Vasile (1958)
- Mogli pericolose, regia di Luigi Comencini (1958)
- Sigfrido, regia di Giacomo Gentilomo (1958)
- Ciao, ciao bambina! (Piove), regia di Sergio Grieco (1959)
- Poveri milionari, regia di Dino Risi (1959)
- Primo amore, regia di Mario Camerini (1959)
- Roulotte e roulette, regia di Turi Vasile (1959)
- Totò, Eva e il pennello proibito, regia di Steno (1959)
- L'avventura, regia di Michelangelo Antonioni (1960)
- Chiamate 22-22 tenente Sheridan, regia di Giorgio Bianchi (1960)
- Il conquistatore d'Oriente, regia di Amerigo Anton (1960)
- I piaceri dello scapolo, regia di Giulio Petroni (1960)
- Mani in alto, regia di Giorgio Bianchi (1961)
- Morte di un bandito, regia di Giuseppe Amato (1961)
- La ragazza di mille mesi, regia di Steno (1961)
- La vendetta della maschera di ferro, regia di Francesco De Feo (1961)
- Il tiranno di Siracusa, regia di Curtis Bernhardt (1962)
- Ballad of Hector, the Stowaway Dog, regia di Vincent McEveety (1964)
- Accadde un'estate (The Battle of the Villa Fiorita), regia di Delmer Daves (1965)
- Su e giù, regia di Mino Guerrini (1965)
- Falstaff, regia di Orson Welles[4] (1965)
- New York chiama Superdrago, regia di Giorgio Ferroni (1966)
- Il magnifico Bobo (The Bobo), regia di Robert Parrish (1967)
- Tre morsi nella mela (Three Bites of the Apple), regia di Alvin Ganzer (1967)
- Meglio vedova, regia di Duccio Tessari (1968)
- La ragazza dalla pelle di luna, regia di Luigi Scattini (1972)
- La signora è stata violentata!, regia di Vittorio Sindoni (1973)
- Storia de fratelli e de cortelli, regia di Mario Amendola (1973)
- Teresa la ladra, regia di Carlo Di Palma (1973)
- Amore mio non farmi male, regia di Vittorio Sindoni (1974)
- Il gioco della verità, regia di Michele Massa (1974)
- Non si scrive sui muri a Milano, regia di Raffaele Maiello (1975)
- Perdutamente tuo... mi firmo Macaluso Carmelo fu Giuseppe, regia di Vittorio Sindoni (1975)
- Qui comincia l'avventura, regia di Carlo Di Palma (1975)
- Son tornate a fiorire le rose, regia di Vittorio Sindoni (1975)
- Cassandra Crossing (The Cassandra Crossing), regia di George Pan Cosmatos (1976)
- Controrapina, regia di Anthony M. Dawson (1978)
- Killer Fish - L'agguato sul fondo, regia di Anthony M. Dawson (1978)
- Le rose di Danzica, regia di Alberto Bevilacqua (1979)
- Caro Gorbaciov, regia di Carlo Lizzani (1988)
- Indio, regia di Anthony M. Dawson (1989)
- Indio 2 - La rivolta, regia di Anthony M. Dawson (1991)